# Zabieg Rashkinda

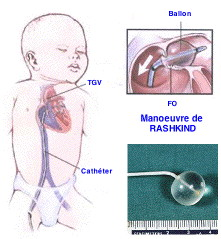
Zabieg Rashkinda

Zabieg Rashkinda czyli atrioseptostomia balonowa – zabieg kardiochirurgiczny, stosowany w tak zwanych przewodozależnych wadach serca, polegający na udrożnieniu otworu owalnego mający na celu zachowanie przecieku pomiędzy prawym (krążenie małe) i lewym sercem (krążenie duże).
Zabieg wykonuje się podczas cewnikowania serca w znieczuleniu ogólnym i polega na wprowadzeniu cewnika naczyniowego zakończonego balonem poprzez żyłę udową do prawego przedsionka serca. Następnie pod kontrolą RTG przez otwór owalny przegrody międzyprzedsionkowej do  lewego przedsionka. Balon wypełnia się środkiem kontrastującym i przeciąga do prawego przedsionka, rozrywając w ten sposób zastawkę otworu owalnego. Septostomia balonem jest najbardziej skuteczna u noworodków i niemowląt, poniżej trzeciego miesiąca życia, gdyż mają one wtedy jeszcze cienką, delikatną przegrodę międzyprzedsionkową. W ten sposób umożliwia się lepsze mieszanie krwi tętniczej z żylną na poziomie przedsionków.
U starszych dzieci używa się opracowanego przez Parka cewnika ze specjalnym, chowanym ostrzem na końcówce cewnika. Nacięcie poszerza się za pomocą cewnika z balonem.
Zabieg został wykonany po raz pierwszy w 1966 w Filadelfii przez Williama Rashkinda i Williama Millera.